# Josef Neckermann
Josef Carl Peter Neckermann (Würzburg, 5 giugno 1912 – Dreieich, 13 gennaio 1992) è stato un cavaliere tedesco.

## Palmarès

### Olimpiadi
- 6 medaglie:
  - 2 ori (Tokyo 1964 nel dressage a squadre[1]; Città del Messico 1968 nel dressage a squadre[2])
  - 2 argenti (Città del Messico 1968 nel dressage individuale[2]; Monaco di Baviera 1972 nel dressage a squadre[2])
  - 2 bronzi (Roma 1960 nel dressage individuale[1]; Monaco di Baviera 1972 nel dressage individuale[2])

### Europei
- 6 medaglie[2]:
  - 4 ori (Copenaghen 1965 nel dressage a squadre; Aachen 1967 nel dressage a squadre; Wolfsburg 1969 nel dressage a squadre; Wolfsburg 1971 nel dressage a squadre)
  - 1 argento (Wolfsburg 1971 nel dressage individuale)
  - 1 bronzo (Wolfsburg 1969 nel dressage individuale)